# 21662 Benigni
21662 Benigni este un asteroid din centura principală de asteroizi.

## Descriere
21662 Benigni este un asteroid din centura principală de asteroizi. A fost descoperit pe 1 septembrie 1999 la observatorul astronomic Santa Lucia din Stroncone. Asteroidul prezintă o orbită caracterizată de o semiaxă mare de 2,54 ua, o excentricitate de 0,17 și o înclinație de 13,0° în raport cu ecliptica.